# دهستان بزمان
دهستان بزمان نام دهستانی در بخش بزمان شهرستان ایرانشهر، استان سیستان و بلوچستان در ایران است. براساس سرشماری مرکز آمار ایران در سال ۱۳۹۵، جمعیت آن ۵،۰۱۴ نفر (۱،۳۰۸ خانوار) بوده‌است.